# Farfantepenaeus duorarum
Farfantepenaeus duorarum är en kräftdjursart som först beskrevs av Martin D. Burkenroad 1939.  Farfantepenaeus duorarum ingår i släktet Farfantepenaeus och familjen Penaeidae. Inga underarter finns listade i Catalogue of Life.

## Bildgalleri

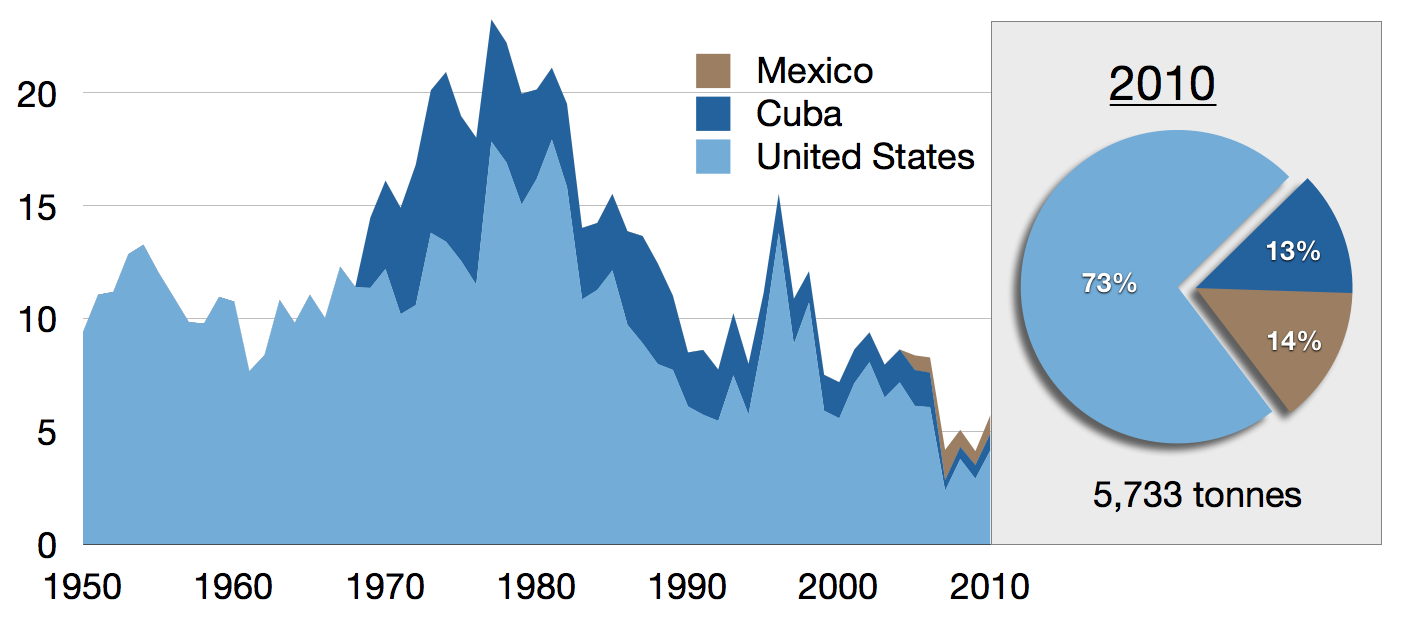